# 泉香澄
泉　香澄（いずみ　かすみ、1971年7月6日 -）は、長野県出身の日本の柔道家。現役時代は56kg級の選手。身長162cm。

## 人物
松島道場で柔道を始めた。同期には江崎史子がいた。松本市立清水中学校2年の時に強化選手選考会48kg級で優勝を飾った。3年の時には52kg級に階級を上げて2階級制覇を果たした。松本松南高校に進むと、1年の時には体重別56kg級で優勝して、世界選手権代表に選ばれた。世界選手権では初戦で今大会優勝することになったフランスのカトリーヌ・アルノーと対戦するが相手の小内刈を切り返したにもかかわらず、それがアルノーの効果ポイントになる不可解な敗戦を喫すると、敗者復活戦でも西ドイツのレギーナ・フィリップスの大内刈で有効を取られて7位にとどまり、3位までの選手に与えられる翌年のソウルオリンピック(公開競技)出場権を得ることが出来ずに終わった。フランス国際では決勝でアルノーの前に敗れて2位だった。全国高校選手権では優勝を飾っている。2年の時には強化選手選考会で福川中学3年の阿武美和を破って優勝すると、アジア選手権でも優勝を果たした。体重別決勝では阿武に敗れて2連覇はならなかった。福岡国際では決勝で韓国の鄭善溶に敗れて2位にとどまり、フランス国際では3位だった。3年の時には福岡国際の決勝でベルギーのニコル・フラゴティエを破って優勝を飾った。1990年には国際武道大学に進むと、体重別で3位になった。1992年からは階級を61kg級に上げると、強化選手選考会で3位となっている。また、無差別で争われる学生選手権でも3位に入った。1994年には松本第一高校教員となるが、これといった活躍は見られなかった。

## 主な戦績
- 1985年　- 強化選手選考会　優勝(48kg級)
- 1986年　- 強化選手選考会　優勝(52kg級)

56kg級での戦績
- 1987年　- 体重別　優勝
- 1987年　- 世界選手権　7位
- 1988年　- フランス国際　2位
- 1988年　- 全国高校選手権　優勝
- 1988年　- 強化選手選考会　優勝
- 1988年　- アジア選手権　優勝
- 1988年　- 体重別　2位
- 1988年　- 福岡国際　2位
- 1989年　- フランス国際　3位
- 1989年　- 強化選手選考会　3位
- 1989年　- 福岡国際　優勝
- 1990年　- 体重別　3位
- 1992年　- 学生選手権　無差別　3位
- 1992年　- 強化選手選考会　3位(61kg級)

(出典、JudoInside.com)